# Lucjan Karasiewicz
Lucjan Dominik Karasiewicz (* 10. Juli 1979 in Tarnowskie Góry) ist ein polnischer Politiker (Prawo i Sprawiedliwość).
Seit dem 25. September 2005 ist er Abgeordneter der Prawo i Sprawiedliwość im Sejm. Er wurde mit 6.844 Stimmen aus dem Wahlkreis 28 Częstochowa gewählt und zwei Jahre später mit 10.938 Stimmen wiedergewählt. Am 3. April 2008 ist er aus PiS ausgetreten. Er ist verheiratet.
Karasiewicz war 2002–2005 der Vorsitzende des Gemeinderats in Koszęcin und außerdem Assistent vom MEP Wojciech Roszkowski.